# 水阳高速公路
柞水至山阳高速公路，简称水阳高速、柞山高速、山柞高速，是中国国家高速公路网联络线丹宁高速公路（G4015）的重要路段，也是陕西省“2367”高速公路网十八条联络线之一“丹宁线”的组成部分，原为陕西省级高速公路，编号“S30”。线路起于商洛市柞水县下梁镇明星村，设枢纽立交与包茂高速公路柞水至小河段相接，经小岭镇、凤凰镇、杏坪镇、柴庄乡，山阳县牛耳川镇、色河铺镇，止于山阳县城关街道申家湾，设枢纽立交与福银高速公路相接，全长78.832公里。项目业主为陕西省交通建设集团，是陕西省第一条“省市共建”高速公路，于2015年10月开工，2018年12月19日正式建成通车。

## 工程规模
全线采用双向四车道高速公路技术标准，设计速度80公里/小时，整体式路基宽度24.5米，分离式路基宽度12.25米。桥涵设计汽车荷载采用公路-Ⅰ级，地震动峰值加速度0.05g，其余各项主要技术指标按照《公路工程技术标准》（JTG B01-2014）执行。
全线设柞水东（枢纽）、凤凰西、凤凰东、户家塬、色河铺、山阳、山阳北（枢纽）7处互通式立交。共设桥梁35147.81米/70座，占路线总长的44.59%，其中，特大桥21109.82米/12座，大桥13185.34米/37座，中桥817.83米/19座，小桥34.82米/2座，涵洞53道。共设隧道15188.5米/15座，占路线总长19.267%，其中，特长隧道7858.5米/2座，长隧道2317.5米/1座，中、短隧道5012.5米/12座。全线设置监控通信分中心1处，监控通信所2处，匝道收费站5处，养护工区2处，服务区1处，停车区1处，隧道管理站1处。项目预算投资70.32亿元人民币。

### 重点工程
- 小岭隧道：全线三座控制性隧道之一，由浙江正方交通建设有限公司和中铁十七局集团共同承建，位于商洛市柞水县小岭镇，属左右线分离式隧道，左线全长3412.5米、右线全长3378.4米，于2018年4月14日贯通[3]。
- 胜利隧道：全线三座控制性隧道之一，由湖北省路桥集团有限公司承建，位于柞水县下梁镇明星村，左线全长2313.5米，右线全长2336.5米，于2018年4月23日贯通[4]。
- 中岭隧道：原名西钟岭隧道，全线最长、施工难度最大的隧道，为左右分离式越岭特长隧道，左线全长4527米，右线全长4496米，2016年8月25日正式开工建设，左线于2018年9月11日贯通，右线于2018年8月2日贯通[5][6]。
- 花栗沟1号特大桥：由成都华川公路建设集团承建，全长1386米，共有桩基274根，墩柱259根，预应力混凝土箱梁528片。于2017年9月19日全幅贯通，是全线首座双幅贯通的特大桥[7]。
- 李砭村特大桥：位于柞水县小岭镇李砭村，跨越小岭河，全长1308米，左幅38跨，152片梁；右幅37跨，148片梁，桥墩最大高度35米。于2017年2月17日双幅贯通[8]。

## 建设历程
- 2010年10月，柞水至山阳高速公路工程可行性研究报告获得陕西省发展和改革委员会以陕发改基础〔2010〕1582号文件批复。
- 2010年11月，柞水至山阳高速公路初步设计获得陕西省发展和改革委员会以陕发改基础〔2010〕1947号文件批复[9]。
- 2015年10月，柞水至山阳高速公路开工建设。
- 2016年，柞水至山阳高速公路补充初步设计获得陕西省发展和改革委员会以陕发改基础〔2016〕485号文件批复。
- 2016年4月30日，柞水至山阳高速公路施工图设计获得陕西省交通运输厅以陕交函〔2016〕410号文件批复[1]。
- 2018年10月31日，柞水至山阳高速公路通过交工验收，质量等级评定为合格[10]。
- 2018年12月19日，柞水至山阳高速公路正式通车[2]。

## 车辆通行费
| 类别                   | 车型及规格             | 费率标准（元/车·公里） | 中岭特长隧道通行费（元/车次） |
| ---------------------- | ---------------------- | ---------------------- | ----------------------------- |
| 1类                    | ≤7座客车               | 0.60                   | 10                            |
| 2类                    | 8-19座客车             | 1.06                   | 20                            |
| 3类                    | 20-39座客车            | 1.36                   | 30                            |
| 4类                    | ≥40客车                | 1.63                   | 40                            |
| 载货类车辆计重收费标准 | 载货类车辆计重收费标准 | 0.12元/吨·公里         | 2.25元/吨·车次                |

收费期限为20年，自2018年12月19日至2038年12月18日止。

## 沿线设施列表
| 地区                                                                                         | 里程 | 类型                              | 名称         | 连接         | 说明 |
| -------------------------------------------------------------------------------------------- | ---- | --------------------------------- | ------------ | ------------ | ---- |
| 商洛市 山阳县                                                                                | 78   | 枢纽                              | 山阳北枢纽   | 商漫高速     |      |
| 商洛市 山阳县                                                                                | 76   | 出入口                            | 山阳         | 203省道      |      |
| 商洛市 山阳县                                                                                | 66   | 出入口                            | 色河铺       | 345国道      |      |
| 商洛市 山阳县                                                                                |      | 隧道                              | 色河铺隧道   | 色河铺隧道   |      |
| 商洛市 山阳县                                                                                |      | 隧道                              | 中岭隧道     | 中岭隧道     |      |
| 商洛市 山阳县                                                                                |      | 隧道                              | 牛耳川隧道   | 牛耳川隧道   |      |
| 商洛市 山阳县                                                                                |      | 隧道                              | 九里坪隧道   | 九里坪隧道   |      |
| 商洛市 山阳县                                                                                | 48   | 出入口                            | 户家塬       | 309县道      |      |
| 县界                                                                                         |      | 隧道                              | 左家湾隧道   | 左家湾隧道   |      |
| 商洛市 柞水县                                                                                |      | 隧道                              | 柴庄隧道     | 柴庄隧道     |      |
| 商洛市 柞水县                                                                                |      | 隧道                              | 铁炉隧道     | 铁炉隧道     |      |
| 商洛市 柞水县                                                                                |      | 停车场 · 加油设施 · 修车站 · 餐厅 | 柞水东服务区 | 柞水东服务区 |      |
| 商洛市 柞水县                                                                                | 28   | 出入口                            | 凤凰东       | 307省道      |      |
| 商洛市 柞水县                                                                                |      | 隧道                              | 凤凰隧道     | 凤凰隧道     |      |
| 商洛市 柞水县                                                                                |      | 停车场 · 飲料小吃                 | 凤镇停车区   | 凤镇停车区   |      |
| 商洛市 柞水县                                                                                | 17   | 出入口                            | 凤凰西       | 307省道      |      |
| 商洛市 柞水县                                                                                |      | 隧道                              | 龙头湾隧道   | 龙头湾隧道   |      |
| 商洛市 柞水县                                                                                |      | 隧道                              | 罗庄二号隧道 | 罗庄二号隧道 |      |
| 商洛市 柞水县                                                                                |      | 隧道                              | 罗庄一号隧道 | 罗庄一号隧道 |      |
| 商洛市 柞水县                                                                                |      | 隧道                              | 小岭隧道     | 小岭隧道     |      |
| 商洛市 柞水县                                                                                |      | 隧道                              | 胜利二号隧道 | 胜利二号隧道 |      |
| 商洛市 柞水县                                                                                |      | 隧道                              | 胜利一号隧道 | 胜利一号隧道 |      |
| 商洛市 柞水县                                                                                | 0    | 枢纽                              | 柞水东枢纽   | 西康高速     |      |
| 1.000 英里 = 1.609 千米；1.000 千米 = 0.621 英里 并行路段 • 已关闭／取消 • 限制进入 • 未开放 |      |                                   |              |              |      |